# Chapelle du Vieux-Astre
La chapelle du Vieux-Astre se situe à 650 mètres au nord-est de Sepvigny (Meuse), au cœur du cimetière, en bordure de la route qui mène au village de Chalaines. Astre signifie aître. Le cimetière actuel de Sepvigny entoure l'église.
Cette chapelle fait l’objet d’un classement au titre des monuments historiques depuis le 11 novembre 1910.

## Description
Il s'agit du chœur d'une ancienne église romane, avec fenêtres carrées très étroites. Ceci est montré par l'arc en ogive côté porte, muré au XVIIIe siècle. À cette époque, on a scellé dans le mur d'anciennes pierres votives qui promettaient de nombreuses indulgences.
À l'intérieur, des fresques du XVe siècle, encore visibles en partie et disposées ainsi :
- dans le chœur (fin XIIe) on trouve :
  - Marie résurrection des Laïcs
  - Christ de l'Apocalypse
  - Jean Baptiste résurrection des clercs
- Dans la nef (XVe ?) on trouve :
  - Le Dit des trois morts et des trois vifs
  - Les Trois Mages et le Donateur

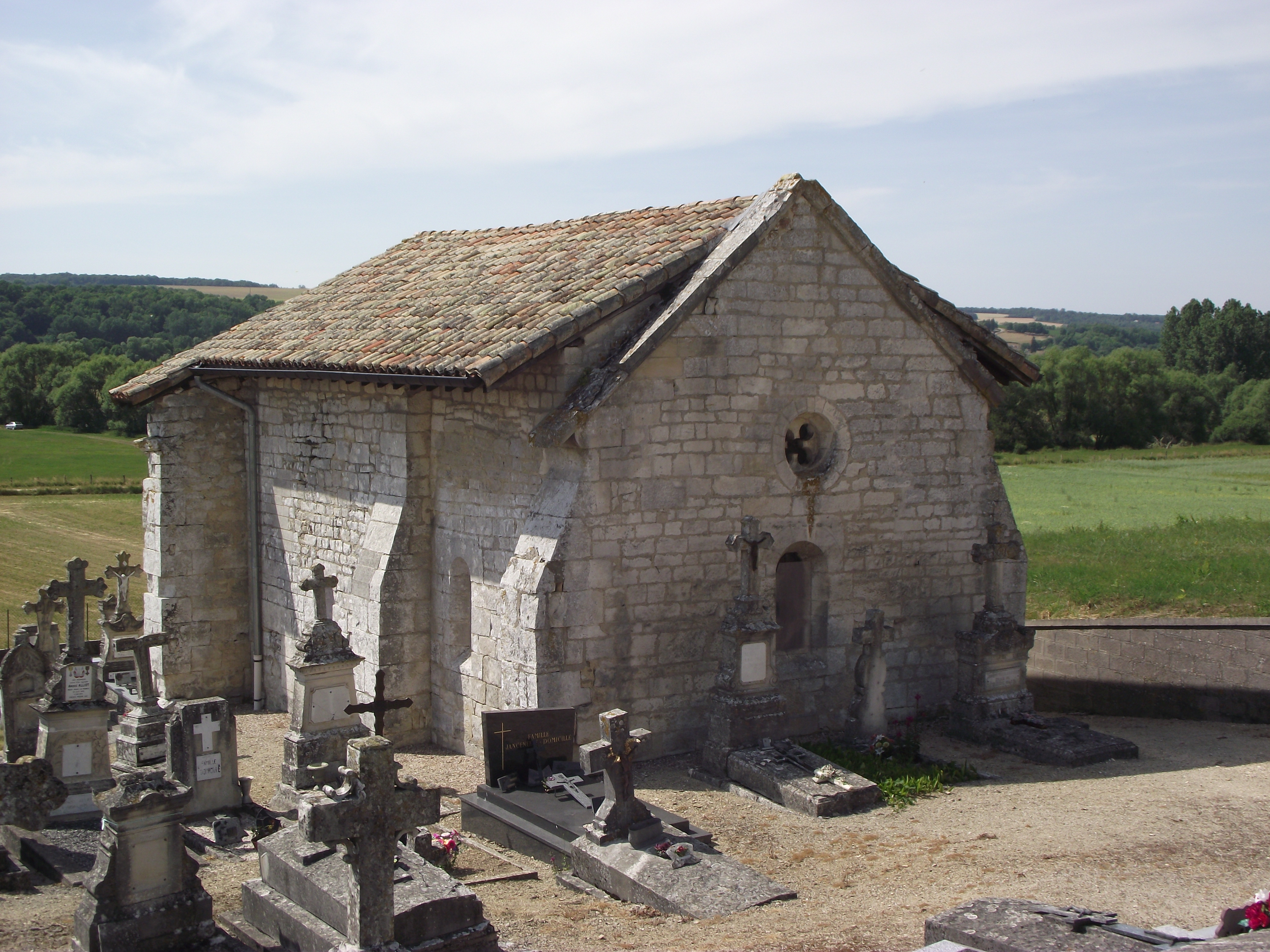
la Chapelle vue de la route
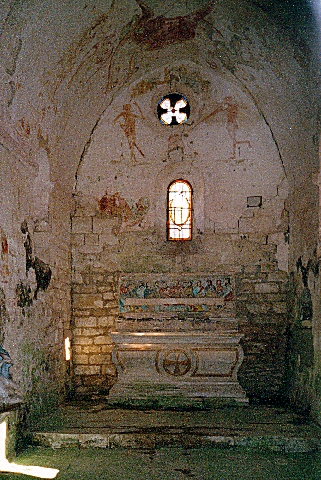
Intérieur de la chapelle du Vieux-Astre
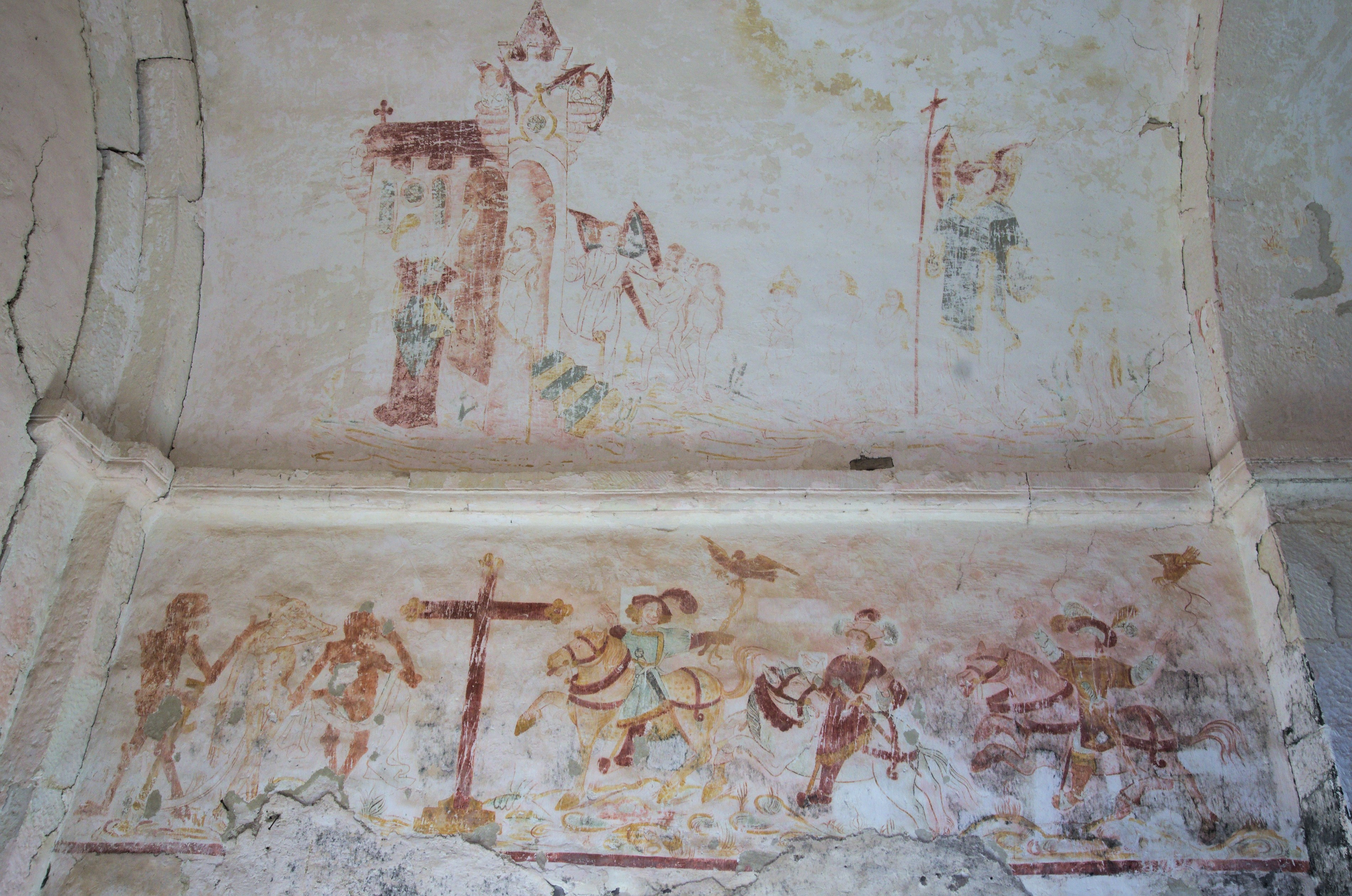
Dit des trois morts et des trois vifs